# Jaime de Jaraíz

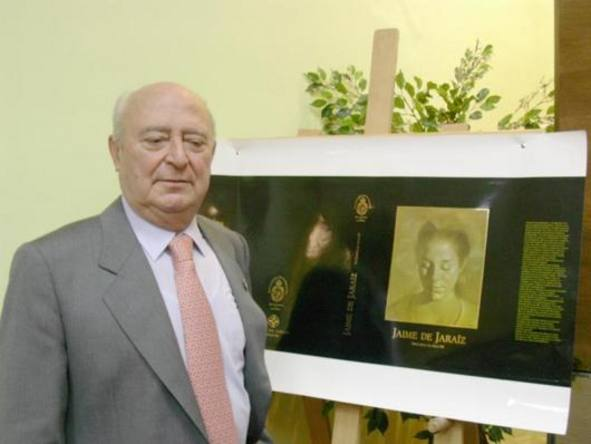

Jaime de Jaraíz (Jaraíz de la Vera, 23 de abril de 1934 - 4 de setembro de 2007) foi um pintor e músico espanhol.